# Ángela Jeria
Jeria  Gómez est un nom espagnol. Le premier nom de famille, en général paternel, est Jeria ; le second, en général maternel, souvent omis, est Gómez.
Ángela Margarita Jeria Gómez (Talca, 22 août 1926 - Santiago, 2 juillet 2020) est une archéologue chilienne.
Elle est la mère de Michelle Bachelet Jeria (deux fois présidente du Chili) et la veuve du général de Brigade Aérienne de la Force aérienne chilienne Alberto Bachelet, mort après avoir été torturé pendant la dictature d'Augusto Pinochet,.
Pendant le premier gouvernement de Michelle Bachelet, cette dernière étant célibataire, elle a un rôle informel de première dame et l'accompagne dans divers événements officiels,.

## Biographie

### Famille et jeunesse

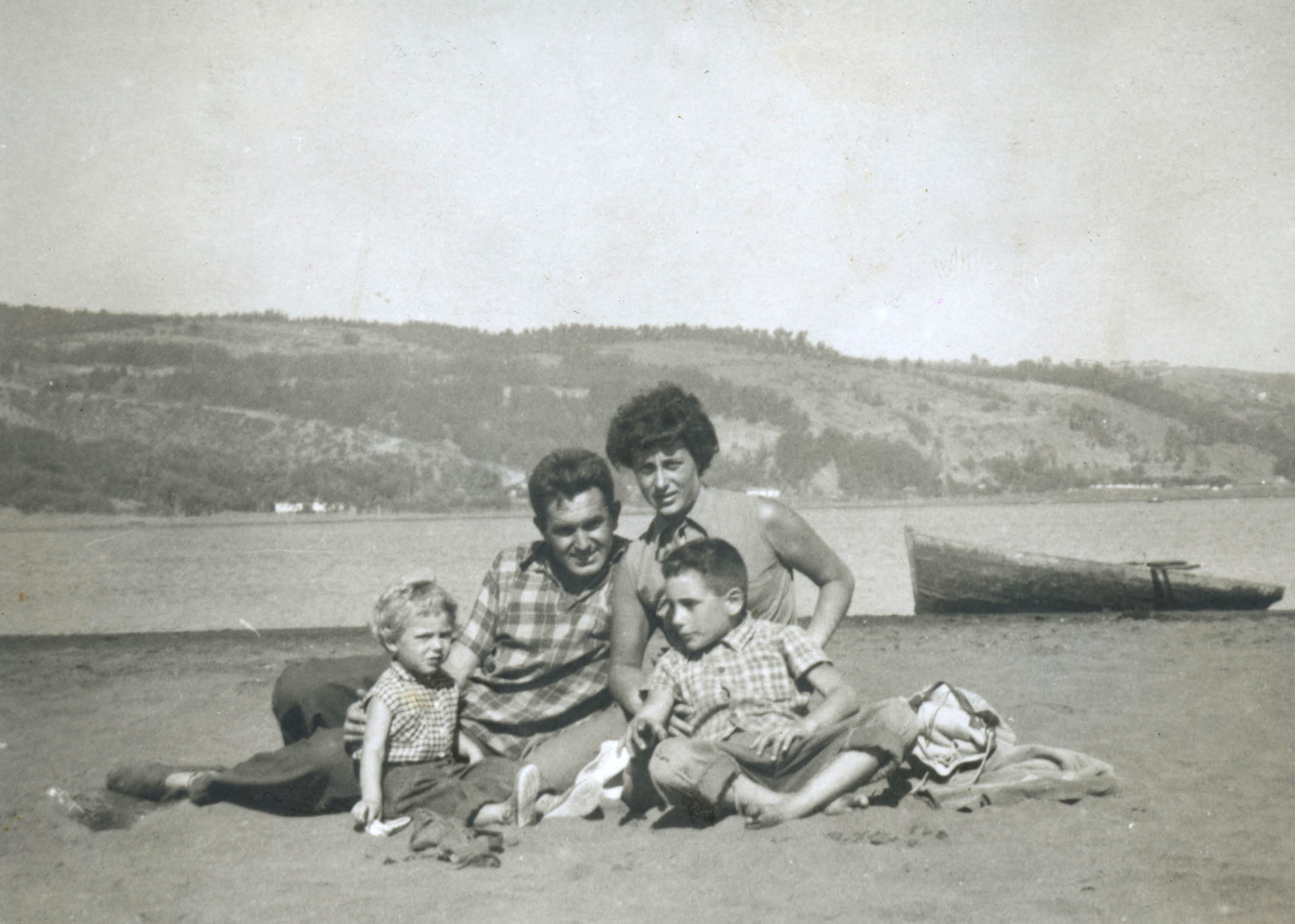
Ángela Jeria avec son époux Alberto et ses deux enfants.

Ángela Jeria naît à Talca le 22 août 1926. Elle est la fille de Máximo Jeria Johnson et Ángela Gómez Zamora, et la petite-fille de Maximo Jeria Chacón, premier ingénieur agronome qu'a connu le Chili.
En 1945, elle épouse Alberto Bachelet à Temuco, avec qui elle a deux enfants : Alberto (né le 13 octobre 1946) et Verónica Michelle (née le 29 septembre 1951).
Ángela Jeria travaille à l'université du Chili, aux éditions Éditorial Universitaria (1948-1958), et au département du Budget et des Finances de l'Université. Après avoir accédé au poste de Directrice de Finances de l'Université, elle décide d'étudier l'archéologie, cursus qu'elle débute en 1969.

### Dictature militaire: veuvage et exil
En 1973 commence la dictature militaire au Chili, et le cursus d'archéologie que suivait Ángela Jeria est interrompu. Son époux, qui travaillait comme secrétaire de la Direction Nationale de Ravitaillement et Commercialisation (DINAC) dans le gouvernement de Salvador Allende, est arrêté pour s'être opposé au coup d'état : il est torturé par ses propres collègues de la Force Aérienne, puis meurt en 1974 d'un infarctus, alors qu'il est détenu à la Prison publique de Santiago.
Par la suite, Ángela Jeria reprend son cursus d'archéologie, mais ses études sont de nouveau interrompues lorsqu'elle est arrêtée avec sa fille Michelle, et emmenée aux centres de la DINA Villa Grimaldi et Quatro Alamos, où elle subit la torture.
Après être libérée et expulsée du pays, elle s’exile en Australie, où elle commence à travailler à la diffusion de la condamnation du régime de Pinochet, ce qui la conduit à voyager au Mexique, à Cuba et en Union soviétique. Elle habite par la suite en République démocratique allemande, pour accompagner sa fille Michelle, qui étudie la médecine à l'Université Humboldt de Berlin. Là, elle travaille en tant qu'assistante de recherche dans un centre de préhistoire et d'archéologie. En 1977 elle voyage à Washington DC, aux États-Unis, pour témoigner des atteintes aux Droits de l'homme au Chili, dans le contexte de l'assassinat d'Orlando Letelier.

### Retour au Chili et rôle public

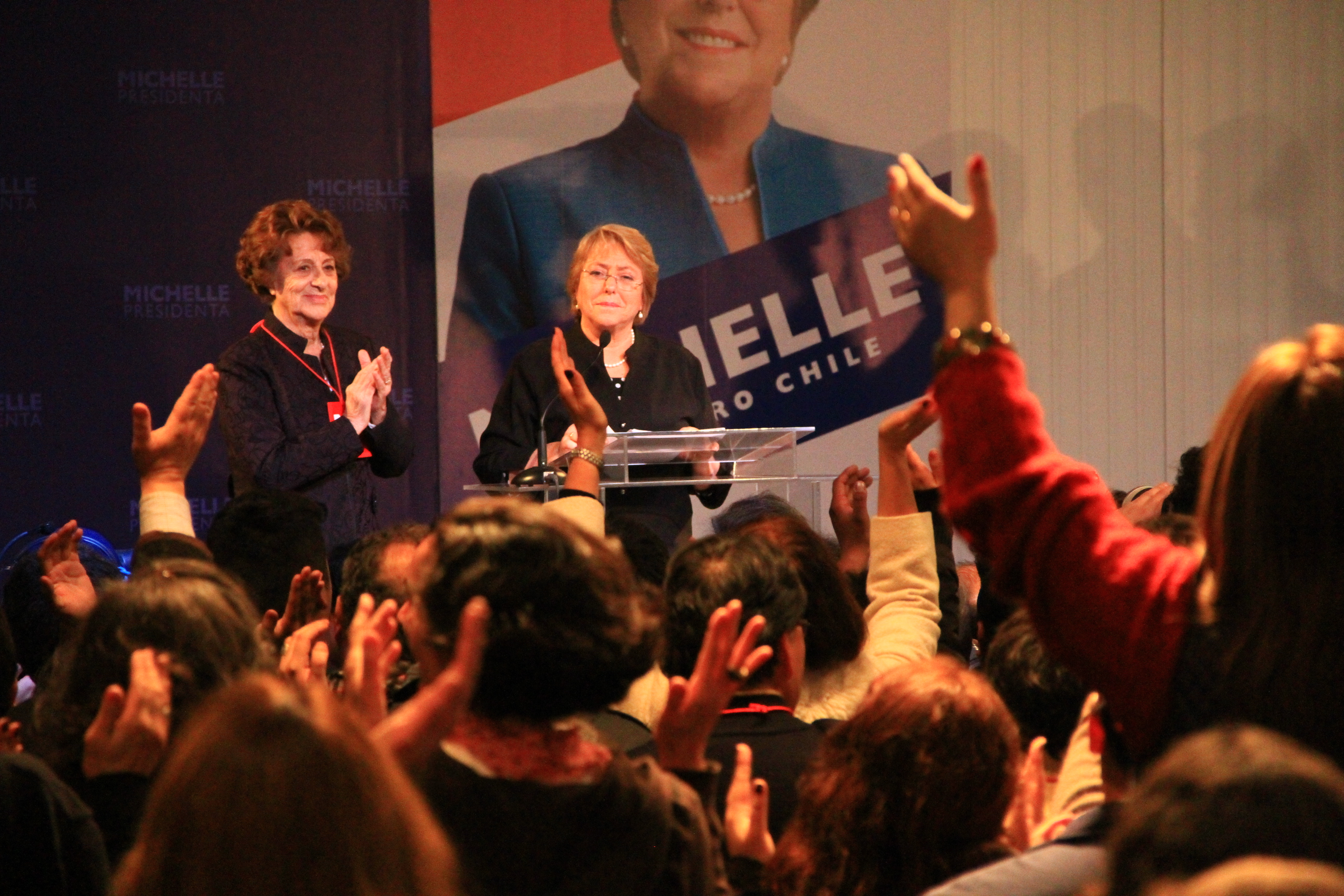
Ángela Jeria accompagne sa fille Michelle après sa victoire aux primaires présidentielles de la Nueva Mayoría de 2013.

En 1979, Ángela Jeria retourne au Chili avec sa famille et s'engage dans des organisations de droits de l'homme et à gauche (qui représente alors l'opposition). Elle est arrêtée à plusieurs reprises pour sa participation à des manifestations contre la dictature militaire. En 1990 elle reprend ses études d'archéologie à l'Université du Chili, mais les abandonne peu avant l'obtention de son diplôme. Sa petite-fille, Francisca Dávalos Bachelet, suivra ses pas, en étudiant l'archéologie dans la même université (elle est diplômée en 2005).
En 2006, sa fille Michelle devient la première femme présidente du Chili. Ángela Jeria occupe de façon informelle le rôle de première dame lors de certains événements. Le 21 novembre 2007 Jeria reçoit la Médaille Sénat Universitaire pour son travail à l'Université du Chili.
En octobre 2009, elle soutient publiquement la candidature présidentielle d'Eduardo Frei Ruiz-Tagle. En 2013 elle soutient la deuxième candidature présidentielle de sa fille Michelle. En juillet 2017 elle soutient la candidature présidentielle d'Alejandro Guillier.
En 2014, elle reçoit le prix « Monseñor Leonidas Proaño » aux côtés de Pepe Mujica, pour sa contribution à la défense des droits de l'homme dans la région, attribué par la présidence de l'Uruguay.

### Décès
Le 1er juillet 2020, Ángela Jeria est hospitalisée dans un état grave à l'Hôpital de la Force Aérienne du Chili : elle y meurt le lendemain, à l'âge de 93 ans, en compagnie de sa famille.

## Controverses
Dans un entretien donné dans le cadre du documentaire Le Mur chilien, Ángela Jeria justifie l'existence du mur de Berlin et confirme ignorer les tortures et les disparitions commises par le régime de la République démocratique allemande, où elle se trouva lors de son exil.